# وينزبورو
وينزبورو (لويزيانا) (بالإنجليزية: Winnsboro, Louisiana)‏ هي مدينة تقع في الولايات المتحدة في لويزيانا. يقدر عدد سكانها بـ 4,910 نسمة .

## التركيبة السكانية
حدّد مكتب تعداد الولايات المتحدة بيانات التركيبة السكانية لوينزبورو في تعداد الولايات المتحدة. في ما يلي، التركيبة السكانية حسب تعدادي 2000 و2010.

### تعداد عام 2000
بلغ عدد سكان وينزبورو 5,344 نسمة بحسب تعداد عام 2000، وبلغ عدد الأسر 1,977 أسرة وعدد العائلات 1,310 عائلة مقيمة في المدينة. في حين سجلت الكثافة السكانية 508.5 نسمة لكل كيلومتر مربع (1,317.0/ميل2). وبلغ عدد الوحدات السكنية 2,144 وحدة بمتوسط كثافة قدره 204 لكل كيلومتر مربع (528.4/ميل2).
وتوزع التركيب العرقي للمدينة بنسبة 39.97% من البيض و58.53% من الأمريكيين الأفارقة و0.17% من الأمريكيين الأصليين و0.41% من الأمريكيين ذوي الأصول الآسيوية و0.02% من سكان جزر المحيط الهادئ و0.15% من الأعراق الأخرى و0.75% من عرقين مختلطين أو أكثر و0.60% من الهسبانيون أو اللاتينيون من أي عرق.
بلغ عدد الأسر 1,977 أسرة كانت نسبة 40.2% منها لديها أطفال تحت سن الثامنة عشر تعيش معهم، وبلغت نسبة الأزواج القاطنين مع بعضهم البعض 34.9% من أصل المجموع الكلي للأسر، ونسبة 27.9% من الأسر كان لديها معيلات من الإناث دون وجود شريك،  بينما كانت نسبة 3.4% من الأسر لديها معيلون من الذكور دون وجود شريكة وكانت نسبة 33.7% من غير العائلات. تألفت نسبة 30.9% من أصل جميع الأسر من عدة أفراد يعيشون في نفس المنزل ونسبة 15.2% كانت تتألف من شخص يعيش بمفرده يبلغ من العمر 65 عاماً أو أكثر. وبلغ متوسط حجم الأسرة المعيشية 2.60، أما متوسط حجم العائلات فبلغ 3.28.
بلغ العمر الوسطي للسكان 32.2 عاماً. وكانت نسبة 31.4% من القاطنين تحت سن الثامنة عشر، وكانت نسبة 10% بين الثامنة عشر والرابعة والعشرين عاماً، ونسبة 23.4% كانت واقعةً في الفئة العمرية ما بين الخامسة والعشرين والرابعة والأربعين عاماً، ونسبة 18.4% كانت ما بين الخامسة والأربعين والرابعة والستين، ونسبة 13.1% كانت ضمن فئة الخامسة والستين عاماً فما فوق. يوجد لكل 100 أنثى 77.5 ذكر، ويوجد لكل 100 أنثى في الثامنة عشر من عمرها فما فوق 69.0 ذكر.
بلغ متوسط دخل الأسرة في المدينة 17,590 دولارًا، أما متوسط دخل العائلة فبلغ 21,543 دولارًا. وكان متوسط دخل الذكور 24,608 دولارًا مقابل 15,663 دولارًا للإناث. وسجل دخل الفرد الخاص بالمدينة 9,229 دولارًا. وكانت نسبة 36.7% من العائلات ونسبة 40.3% من السكان تحت خط الفقر، وكان من هؤلاء نسبة 58.3% تحت سن الثامنة عشر ونسبة 33.3% في الخامسة والستين من العمر وما فوق.

## معرض صور

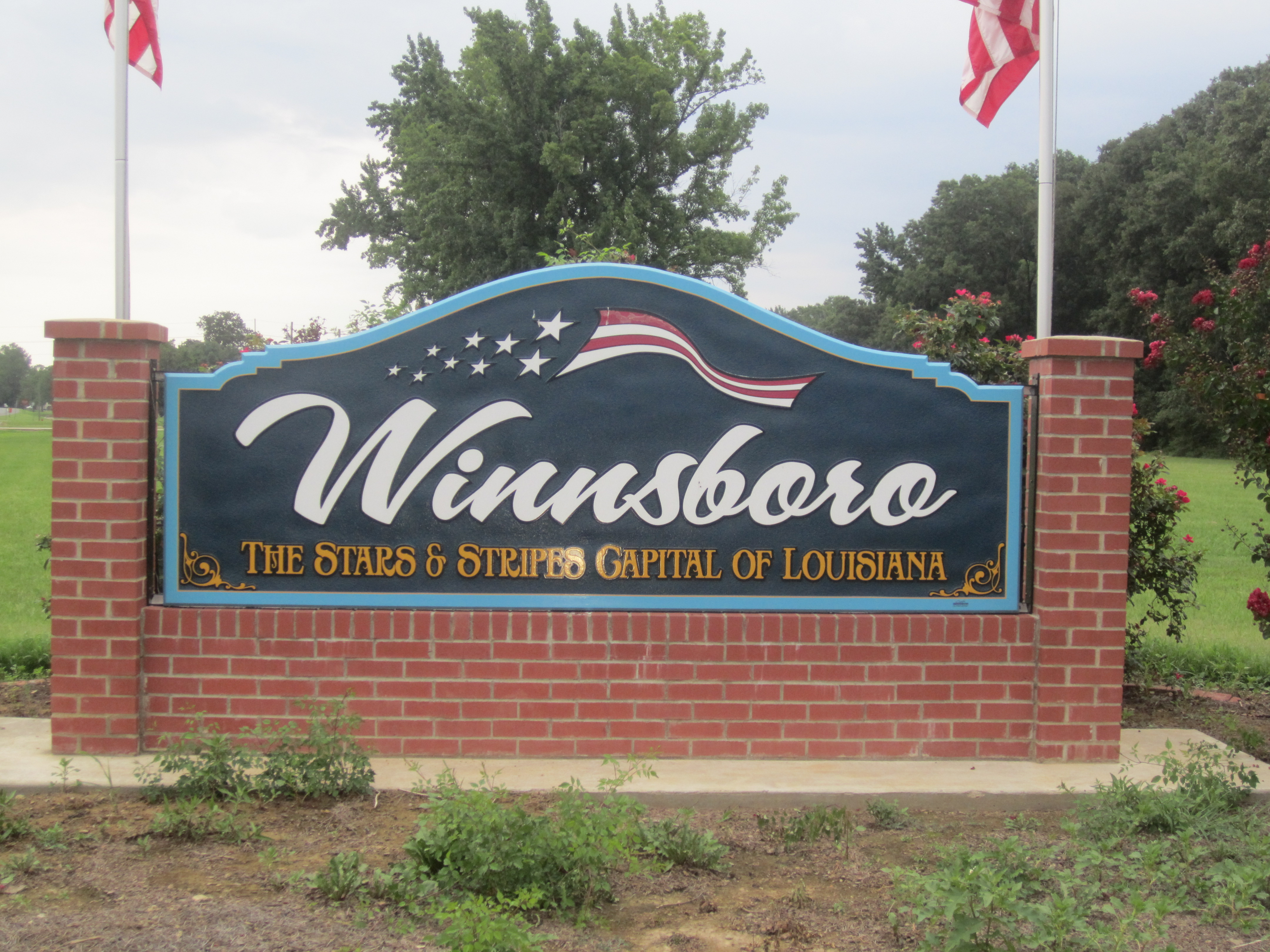
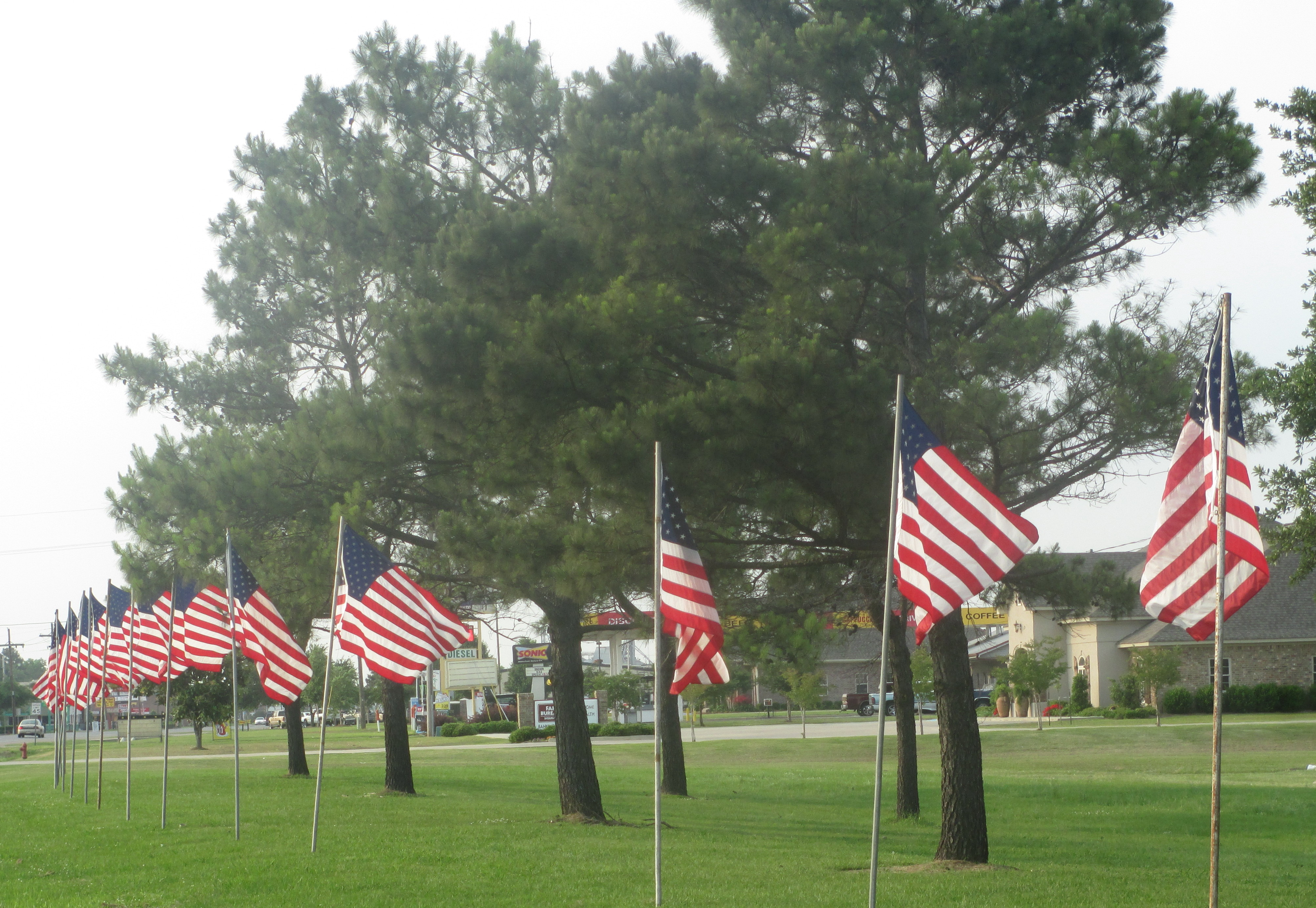
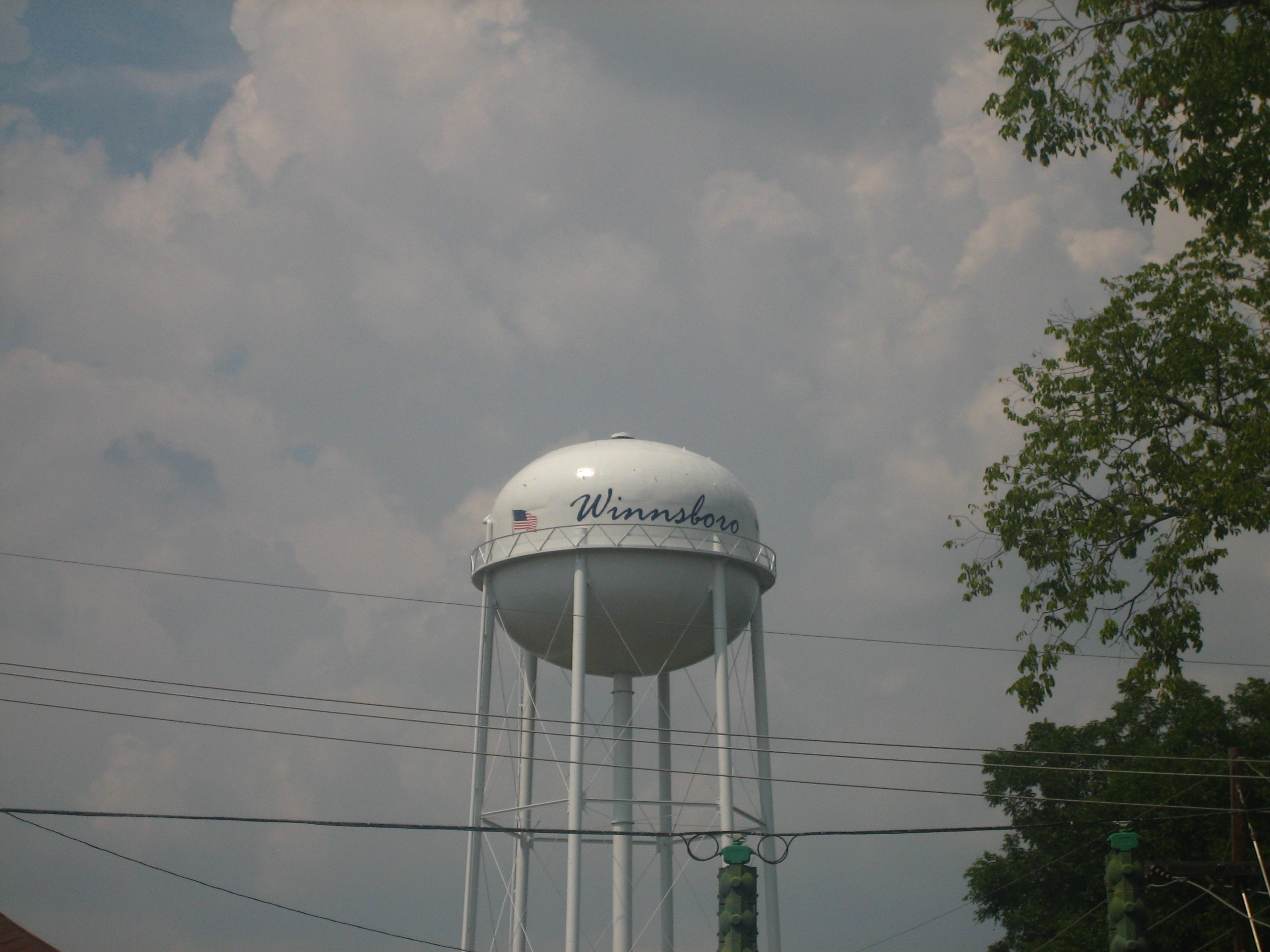

### تعداد عام 2010
بلغ عدد سكان وينزبورو 4,910 نسمة بحسب تعداد عام 2010، وبلغ عدد الأسر 1,811 أسرة وعدد العائلات 1,185 عائلة مقيمة في المدينة. في حين سجلت الكثافة السكانية 467.2 نسمة لكل كيلومتر مربع (1,210.0/ميل2). وبلغ عدد الوحدات السكنية 2,047 وحدة بمتوسط كثافة قدره 194.8 لكل كيلومتر مربع (504.5/ميل2).
وتوزع التركيب العرقي للمدينة بنسبة 31.32% من البيض و66.56% من الأمريكيين الأفارقة و0.12% من الأمريكيين الأصليين و0.45% من الأمريكيين ذوي الأصول الآسيوية و0.26% من الأعراق الأخرى و1.28% من عرقين مختلطين أو أكثر و1.18% من الهسبانيون أو اللاتينيون من أي عرق.
بلغ عدد الأسر 1,811 أسرة كانت نسبة 39.1% منها لديها أطفال تحت سن الثامنة عشر تعيش معهم، وبلغت نسبة الأزواج القاطنين مع بعضهم البعض 29% من أصل المجموع الكلي للأسر، ونسبة 31.6% من الأسر كان لديها معيلات من الإناث دون وجود شريك،  بينما كانت نسبة 4.8% من الأسر لديها معيلون من الذكور دون وجود شريكة وكانت نسبة 34.6% من غير العائلات. تألفت نسبة 31.3% من أصل جميع الأسر من عدة أفراد يعيشون في نفس المنزل ونسبة 13.5% كانت تتألف من شخص يعيش بمفرده يبلغ من العمر 65 عاماً أو أكثر. وبلغ متوسط حجم الأسرة المعيشية 2.63، أما متوسط حجم العائلات فبلغ 3.33.
بلغ العمر الوسطي للسكان 31.6 عاماً. وكانت نسبة 31.9% من القاطنين تحت سن الثامنة عشر، وكانت نسبة 9.8% بين الثامنة عشر والرابعة والعشرين عاماً، ونسبة 22.5% كانت واقعةً في الفئة العمرية ما بين الخامسة والعشرين والرابعة والأربعين عاماً، ونسبة 21.5% كانت ما بين الخامسة والأربعين والرابعة والستين، ونسبة 14.2% كانت ضمن فئة الخامسة والستين عاماً فما فوق. وتوزع التركيب الجنسي للسكان بنسبة 45.2% ذكور و54.8% إناث.

## أعلام
- فرد كارتر جونيور
- سوزي مورغان
- وودي سولدسبيري
- ستيف تومسون
- بيري جونز